# تویوتا آرای‌وی۴ ای‌وی

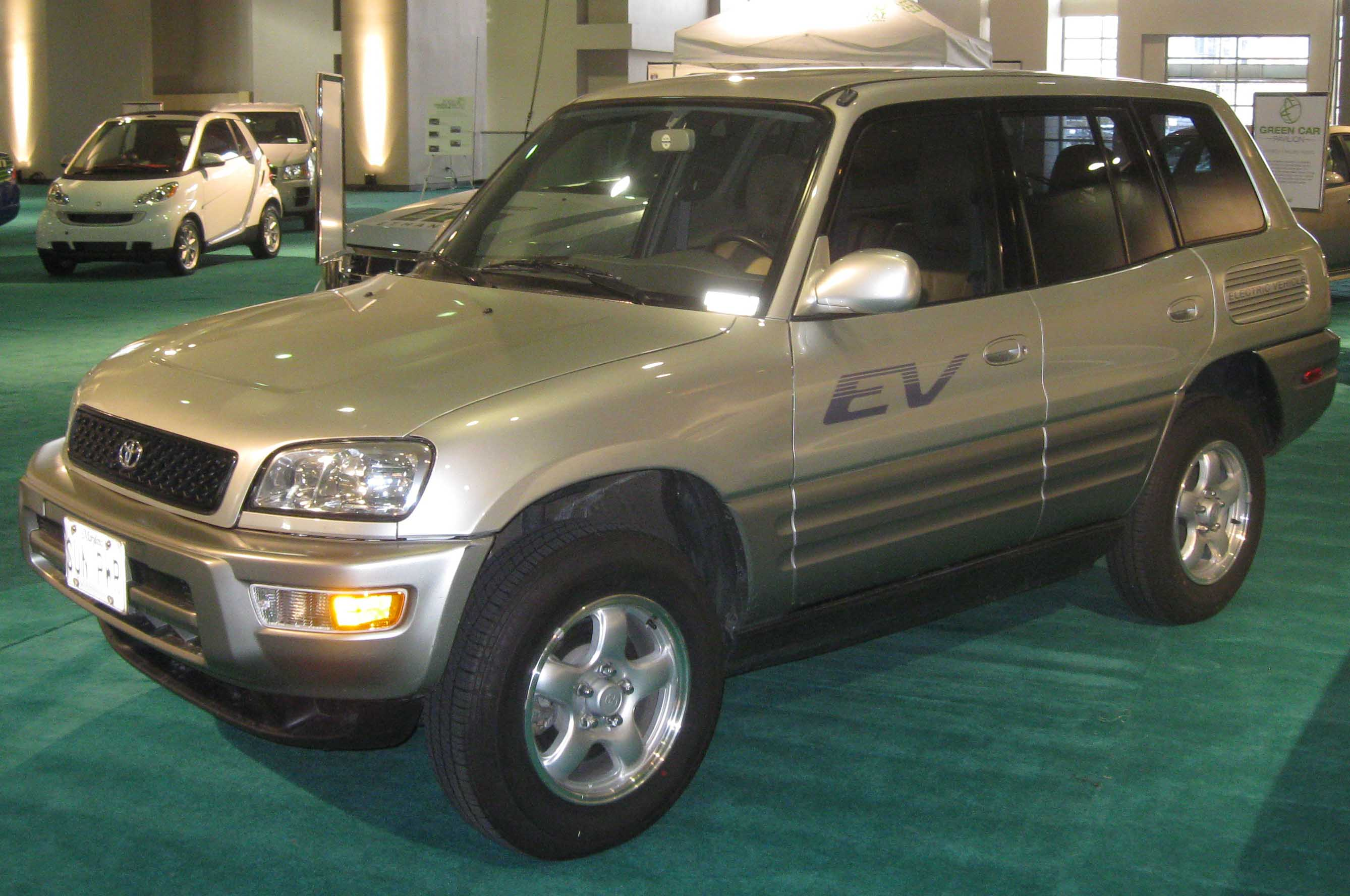

تویوتا آرای‌وی۴ ای‌وی (Toyota RAV۴ EV) خودرویی است که در سال‌های ۱۹۹۷ تا ۲۰۰۳در تاهارا، آیچی، ژاپن، تویوتا، آیچی و ژاپن تولید شده‌است.
این خودرو در کلاس مینی اس‌یووی قرار گرفته، طراحی آن خودروهای موتور جلو-محور جلو بوده است.. 